# Мужская Лига чемпионов ЕКВ 2012/2013
13-й розыгрыш мужской Лиги чемпионов ЕКВ (54-й с учётом Кубка европейских чемпионов) проходил с 23 октября 2012 по 17 марта 2013 года с участием 28 клубных команд из 15 стран-членов Европейской конфедерации волейбола. Финальный этап был проведён в Омске (Россия). Победителем турнира впервые в своей истории стала российская команда «Локомотив» (Новосибирск).

## Система квалификации
22 места в Лиге чемпионов 2012/2013 были распределены по рейтингу ЕКВ на 2012 год, учитывающему результаты выступлений клубных команд стран-членов ЕКВ в еврокубках на протяжении трёх сезонов (2008/2009—2010/2011). Согласно ему места в Лиге получили клубы из 14 стран: Италия (3 команды), Греция, Россия, Польша, Бельгия, Турция, Франция (все по 2), Германия, Австрия, Испания, Словения, Сербия, Румыния и Чехия (по 1 команде). Ещё 6 мест должны были быть распределены по спецприглашению ЕКВ (wildcard). После отказа от участия в Лиге клубов из Греции число вакансий выросло до восьми. Эти места получили Россия, Польша, Бельгия, Германия (2 команды), Румыния, Болгария и Черногория.

## Команды-участницы
| Страна     | Команда                          |                                               |
| ---------- | -------------------------------- | --------------------------------------------- |
| Италия     | «Мачерата» (Мачерата)            | Чемпион Италии 2012                           |
| Италия     | «Трентино» (Тренто)              | 2-й призёр чемпионата Италии 2012             |
| Италия     | «Кунео» (Кунео)                  | 3-й призёр чемпионата Италии 2012             |
| Россия     | «Зенит» (Казань)                 | Чемпион России 2012                           |
| Россия     | «Локомотив» (Новосибирск)        | Обладатель Кубка России 2011                  |
| Россия     | «Динамо» (Москва)                | 2-й призёр чемпионата России 2012             |
| Польша     | «Ресовия» (Жешув)                | Чемпион Польши 2012                           |
| Польша     | «Скра» (Белхатув)                | 2-й призёр чемпионата Польши 2012             |
| Польша     | ЗАКСА (Кендзежин-Козле)          | 3-й призёр чемпионата Польши 2012             |
| Бельгия    | «Нолико» (Маасейк)               | Чемпион Бельгии 2012                          |
| Бельгия    | «Эйфони Ассе-Ленник» (Ленник)    | 2-й призёр чемпионата Бельгии 2012            |
| Бельгия    | «Кнак» (Руселаре)                | по итогам чемпионата Бельгии 2012 (4-е место) |
| Турция     | «Фенербахче» (Стамбул)           | Чемпион Турции 2012                           |
| Турция     | «Аркас» (Измир)                  | 2-й призёр чемпионата Турции 2012             |
| Франция    | «Тур» (Тур)                      | Чемпион Франции 2012                          |
| Франция    | «Араго де Сет» (Сет)             | по итогам чемпионата Франции 2012 (3-е место) |
| Германия   | «Берлин» (Берлин)                | Чемпион Германии 2012                         |
| Германия   | «Дженерали Хахинг» (Унтерхахинг) | 2-й призёр чемпионата Германии 2012           |
| Германия   | «Фридрихсхафен» (Фридрихсхафен)  | 3-й призёр чемпионата Германии 2012           |
| Австрия    | «Гипо Тироль» (Инсбрук)          | Чемпион Австрии 2012                          |
| Испания    | «Теруэль» (Теруэль)              | Чемпион Испании 2012                          |
| Словения   | «АКХ Воллей» (Любляна)           | Чемпион Словении 2012                         |
| Сербия     | «Црвена Звезда» (Белград)        | Чемпион Сербии 2012                           |
| Румыния    | «Ремат» (Залэу)                  | Чемпион Румынии 2012                          |
| Румыния    | «Томис» (Констанца)              | 2-й призёр чемпионата Румынии 2012            |
| Чехия      | «Йихострой» (Ческе-Будеёвице)    | Чемпион Чехии 2012                            |
| Болгария   | «Марек-Юнион» (Дупница)          | Чемпион Болгарии 2012                         |
| Черногория | «Будванска Ривьера» (Будва)      | Чемпион Черногории 2012                       |

## Система проведения розыгрыша
Соревнования состоят из предварительного этапа, двух раундов плей-офф и финального этапа. На предварительном этапе 28 команд-участниц разбиты на 7 групп. В группах команды играют с разъездами в два круга. За победы со счётом 3:0 и 3:1 команды получают по 3 очка, за победы 3:2 — по 2 очка, за поражения 2:3 — по 1 очку, за поражения 0:3 и 1:3 очки не начисляются. В плей-офф выходят лучшие команды из групп и 6 команд из семи, занявших в группах вторые места. Из числа команд, вышедших в плей-офф, выбирается хозяин финального этапа и допускается непосредственно в финальный раунд розыгрыша.
12 команд-участниц 1/8-финала плей-офф (плей-офф 12) делятся на пары и проводят между собой по два матча с разъездами. Победителем пары выходит команда, одержавшая две победы. В случае равенства побед вне зависимости от соотношения партий по сумме двух матчей назначается дополнительный сет, победивший в котором выходит в 1/4-финала плей-офф.
6 команд-участниц четвертьфинала плей-офф (плей-офф 6) по такой же системе определяют трёх участников финального этапа, где к ним присоединяется команда-хозяин финала.
Финальный этап проводится в формате «финала четырёх» — полуфинал и два финала (за 3-е и 1-е места).
Жеребьёвка предварительного этапа прошла в Вене 29 июня 2012 года. По её результатам команды распределены на 7 групп.
| Группа A                                                             | Группа B                                                                               | Группа C                                                              | Группа D                                                                       |
| -------------------------------------------------------------------- | -------------------------------------------------------------------------------------- | --------------------------------------------------------------------- | ------------------------------------------------------------------------------ |
| «Зенит» Казань «Кнак» Руселаре «Фридрихсхафен» «Гипо Тироль» Инсбрук | «Локомотив» Новосибирск «Берлин» «Йихострой» Ческе-Будеёвице «Будванска Ривьера» Будва | «Трентино» Тренто ЗАКСА Кендзежин-Козле «Тур» «Црвена Звезда» Белград | «Мачерата» «Дженерали Хахинг» Унтерхахинг «АКХ Воллей» Любляна «Эйфони» Ленник |

| Группа Е                                                               | Группа F                                                            | Группа G                                                 |
| ---------------------------------------------------------------------- | ------------------------------------------------------------------- | -------------------------------------------------------- |
| «Скра» Белхатув «Динамо» Москва «Фенербахче» Стамбул «Томис» Констанца | «Нолико» Маасейк «Теруэль» «Аркас Спор» Измир «Марек-Юнион» Дупница | «Кунео» «Ресовия» Жешув «Араго де Сет» Сет «Ремат» Залэу |

## Предварительный этап
В колонках В (выигрыши) в скобках указано число побед со счётом 3:2, в колонке П (поражения) — поражений со счётом 2:3.

### Группа А
| М | Команда               | 1   | 2       | 3       | 4       | И | В     | П     | С/П   | О  |
| - | --------------------- | --- | ------- | ------- | ------- | - | ----- | ----- | ----- | -- |
| 1 | «Зенит» Казань        |     | 3:0     | 3:0     | 3:0     | 6 | 6     | 0     | 18:0  | 18 |
| 2 | «Кнак» Руселаре       | 0:3 |         | 3:1 2:3 | 3:0 3:2 | 6 | 3 (1) | 3 (1) | 11:12 | 9  |
| 3 | «Фридрихсхафен» .     | 0:3 | 1:3 3:2 |         | 3:2 2:3 | 6 | 2 (2) | 4 (1) | 9:16  | 5  |
| 4 | «Гипо Тироль» Инсбрук | 0:3 | 0:3 2:3 | 2:3 3:2 |         | 6 | 1 (1) | 5 (2) | 7:17  | 4  |

24.10: Зенит — Кнак 3:0 (25:22, 25:18, 25:22).
24.11: Гипо Тироль — Фридрихсхафен 2:3 (25:19, 25:16, 20:25, 23:25, 9:15).
31.10: Фридрихсхафен — Зенит 0:3 (17:25. 21:25, 22:25).
31.10: Кнак — Гипо Тироль 3:0 (25:22, 25:12, 25:14).
14.11: Зенит — Гипо Тироль 3:0 (25:10, 25:16, 34:32).
14.11: Кнак — Фридрихсхафен 3:1 (26:24, 22:25, 25:20, 25:23).
21.11: Гипо Тироль — Зенит 0:3 (23:25, 21:25, 17:25).
21.11: Фридрихсхафен — Кнак 3:2 (15:25, 20:25, 25:18, 25:22, 16:14).
5.12: Гипо Тироль — Кнак 2:3 (23:25, 25:17, 25:18, 21:25, 11:15).
5.12: Зенит — Фридрихсхафен 3:0 (25:20, 25:17, 25:17).
12.12: Фридрихсхафен — Гипо Тироль 2:3 (20:25, 22:25, 25:21, 25:17, 12:15).
12.12: Кнак — Зенит 0:3 (17:25, 14:25, 26:28).

### Группа В
| М | Команда                     | 1       | 2       | 3       | 4       | И | В     | П     | С/П   | О  |
| - | --------------------------- | ------- | ------- | ------- | ------- | - | ----- | ----- | ----- | -- |
| 1 | «Локомотив» Новосибирск     |         | 3:1 1:3 | 3:0 3:1 | 3:0     | 6 | 5     | 1     | 16:5  | 15 |
| 2 | «Берлин» .                  | 1:3 3:1 |         | 3:0 1:3 | 3:1 3:2 | 6 | 4 (1) | 2     | 14:10 | 11 |
| 3 | «Йихострой» Ческе-Будеёвице | 0:3 1:3 | 0:3 3:1 |         | 3:0 2:3 | 6 | 2     | 4 (1) | 9:13  | 7  |
| 4 | «Будванска Ривьера» Будва   | 0:3     | 1:3 2:3 | 0:3 3:2 |         | 6 | 1 (1) | 5 (1) | 6:17  | 3  |

24.10: Будванска Ривьера — Локомотив 0:3 (18:25, 24:26, 23:25).
25.11: Берлин — Йихострой 3:0 (27:25, 25:22, 25:20).
30.10: Йихострой — Будванска Ривьера 3:0 (27:25, 25:18, 25:22).
31.10: Локомотив — Берлин 3:1 (26:24, 25:19, 27:29, 25:22).
13.11: Йихострой — Локомотив 0:3 (21:25, 17:25, 18:25).
13.11: Берлин — Будванска Ривьера 3:1 (25:16, 20:25, 25:19, 25:13).
20.11: Локомотив — Йихострой 3:1 (25:19, 23:25, 29:27, 25:20).
21.11: Будванска Ривьера — Берлин 2:3 (25:23, 23:25, 25:18, 20:25, 13:15).
4.12: Берлин — Локомотив 3:1 (15:25, 25:12, 25:19, 25:19).
5.12: Будванска Ривьера — Йихострой 3:2 (25:21, 22:25, 25:23, 13:25, 15:7).
12.12: Локомотив — Будванска Ривьера 3:0 (25:22, 25:15, 29:27).
12.12: Йихострой — Берлин 3:1 (21:25, 25:17, 25:23, 25:23).

### Группа С
| М | Команда                 | 1       | 2       | 3       | 4       | И | В | П | С/П  | О  |
| - | ----------------------- | ------- | ------- | ------- | ------- | - | - | - | ---- | -- |
| 1 | «Трентино» Тренто       |         | 3:0 3:1 | 3:0     | 3:0 3:1 | 6 | 6 | 0 | 18:2 | 18 |
| 2 | ЗАКСА Кендзежин-Козле   | 0:3 1:3 |         | 3:0 3:1 | 3:0     | 6 | 4 | 2 | 13:7 | 12 |
| 3 | «Тур» .                 | 0:3     | 0:3 1:3 |         | 3:0     | 6 | 2 | 4 | 7:12 | 6  |
| 4 | «Црвена Звезда» Белград | 0:3 1:3 | 0:3     | 0:3     |         | 6 | 0 | 6 | 1:18 | 0  |

23.10: ЗАКСА — Тур 3:0 (26:24, 25:19, 25:16).
25.11: Трентино — Црвена Звезда 3:0 (25:18, 25:17, 25:20).
30.10: Црвена Звезда — ЗАКСА 0:3 (18:25, 15:25, 19:25).
1.11: Тур — Трентино 0:3 (19:25, 16:25, 23:25).
13.11: Црвена Звезда — Тур 0:3 (21:25, 13:25, 18:25).
14.11: Трентино — ЗАКСА 3:0 (25:22, 25:22, 25:22).
21.11: ЗАКСА — Трентино 1:3 (24:26, 15:25, 25:16, 23:25).
22.11: Тур — Црвена Звезда 3:0 (25:18, 25:15, 25:22).
5.12: Трентино — Тур 3:0 (25:23, 25:21, 25:16).
6.12: ЗАКСА — Црвена Звезда 3:0 (25:23, 25:19, 25:14).
12.12: Тур — ЗАКСА 1:3 (25:23, 18:25, 23:25, 21:25).
12.12: Црвена Звезда — Трентино 1:3 (15:25, 19:25, 25:23, 23:25).

### Группа D
| М | Команда                        | 1       | 2       | 3       | 4   | И | В     | П     | С/П   | О  |
| - | ------------------------------ | ------- | ------- | ------- | --- | - | ----- | ----- | ----- | -- |
| 1 | «Мачерата»                     |         | 3:0 1:3 | 3:0     | 3:0 | 6 | 5     | 1     | 16:3  | 15 |
| 2 | «АКХ Воллей» Любляна           | 0:3 3:1 |         | 2:3 3:1 | 3:0 | 6 | 4     | 2 (1) | 14:8  | 13 |
| 3 | «Дженерали Хахинг» Унтерхахинг | 0:3     | 3:2 1:3 |         | 3:1 | 6 | 3 (1) | 3     | 10:13 | 8  |
| 4 | «Эйфони» Ленник                | 0:3     | 0:3     | 1:3     |     | 6 | 0     | 6     | 2:18  | 0  |

24.10: АКХ — Дженерали Хахинг 2:3 (25:19, 22:25, 23:25, 25:19, 15:17).
24.11: Эйфони — «Мачерата» 0:3 (17:25, 22:25, 22:25).
31.10: Дженерали Хахинг — Эйфони 3:1 (23:25, 25:23, 25:21, 25:19).
1.11: «Мачерата» — АКХ 3:0 (26:24, 25:13, 25:15).
14.11: Дженерали Хахинг — «Мачерата» 0:3 (20:25, 24:26, 19:25).
14.11: АКХ — Эйфони 3:0 (25:19, 25:15, 25:15).
21.11: «Мачерата» — Дженерали Хахинг 3:0 (25:23, 25:15, 25:20).
21.11: Эйфони — АКХ 0:3 (14:25, 19:25, 17:25).
5.12: АКХ — «Мачерата» 3:1 (25:23, 25:13, 22:25, 25:23).
5.12: Эйфони — Дженерали Хахинг 1:3 (21:25, 19:25, 25:18, 24:26).
12.12: Дженерали Хахинг — АКХ 1:3 (28:30. 20:25, 25:17, 26:28).
12.12: «Мачерата» — Эйфони 3:0 (25:13, 25:10, 25:20).

### Группа Е
| М | Команда              | 1       | 2   | 3       | 4       | И | В     | П     | С/П  | О  |
| - | -------------------- | ------- | --- | ------- | ------- | - | ----- | ----- | ---- | -- |
| 1 | «Скра» Белхатув      |         | 3:1 | 3:0     | 3:0 3:1 | 6 | 6     | 0     | 18:3 | 18 |
| 2 | «Динамо» Москва      | 1:3     |     | 3:0     | 3:1     | 6 | 4     | 2     | 14:8 | 12 |
| 3 | «Томис» Констанца    | 0:3     | 0:3 |         | 3:0 2:3 | 6 | 1     | 5 (1) | 5:15 | 4  |
| 4 | «Фенербахче» Стамбул | 0:3 1:3 | 1:3 | 0:3 3:2 |         | 6 | 1 (1) | 5     | 6:17 | 2  |

23.10: Динамо — Томис 3:0 (25:21, 28:26, 25:20).
24.11: Скра — Фенербахче 3:0 (25:21, 25:14, 27:25).
31.10: Фенербахче — Динамо 1:3 (18:25, 23:25, 25:23, 21:25).
1.11: Томис — Скра 0:3 (20:25, 19:25, 20:25).
14.11: Скра — Динамо 3:1 (25:21, 25:16, 19:25, 25:18).
15.11: Томис — Фенербахче 3:0 (25:18, 25:23, 25:20).
21.11: Фенербахче — Томис 3:2 (25:18, 24:26, 25:23, 20:25, 15:8).
22.11: Динамо — Скра 1:3 (16:25, 25:22, 25:27, 21:25).
5.12: Динамо — Фенербахче 3:1 (24:26, 25:23, 27:25, 25:16).
5.12: Скра — Томис 3:0 (25:23, 25:21, 25:11).
12.12: Фенербахче — Скра 1:3 (28:26, 17:25, 17:25, 17:25).
12.12: Томис — Динамо 0:3 (18:25, 22:25, 18:25).

### Группа F
| М | Команда               | 1       | 2       | 3       | 4       | И | В     | П     | С/П   | О  |
| - | --------------------- | ------- | ------- | ------- | ------- | - | ----- | ----- | ----- | -- |
| 1 | «Нолико» Маасейк      |         | 3:1 3:2 | 3:0     | 3:0     | 6 | 6 (1) | 0     | 18:3  | 17 |
| 2 | «Аркас Спор» Измир    | 1:3 2:3 |         | 3:1 3:2 | 3:2 3:1 | 6 | 4 (2) | 2 (1) | 15:12 | 11 |
| 3 | «Марек-Юнион» Дупница | 0:3     | 1:3 2:3 |         | 3:1 2:3 | 6 | 1     | 5 (2) | 8:16  | 5  |
| 4 | «Теруэль» .           | 0:3     | 2:3 1:3 | 1:3 3:2 |         | 6 | 1 (1) | 5 (1) | 7:17  | 3  |

23.10: Нолико — Теруэль 3:0 (27:25, 30:28, 25:22).
24.11: Аркас Спор — Марек-Юнион 3:1 (25:13, 25:19, 16:25, 25:23).
31.10: Марек-Юнион — Нолико 0:3 (15:25, 23:25, 19:25).
31.10: Теруэль — Аркас Спор 2:3 (25:19, 23:25, 19:25, 25:21, 11:15).
13.11: Аркас Спор — Нолико 1:3 (25:22, 16:25, 25:27, 17:25).
15.11: Марек-Юнион — Теруэль 3:1 (26:28, 25:23, 25:20, 25:19).
20.11: Нолико — Аркас Спор 3:2 (21:25, 25:23, 25:18, 26:28, 15:13).
21.11: Теруэль — Марек-Юнион 3:2 (26:28, 25:23, 20:25, 25:19, 15:12).
4.12: Аркас Спор — Теруэль 3:1 (25:19, 21:25, 25:20, 25:23).
4.12: Нолико — Марек-Юнион 3:0 (25:15, 25:14, 32:30).
12.12: Марек-Юнион — Аркас Спор 2:3 (26:24, 26:28, 25:23, 23:25, 12:15).
12.12: Теруэль — Нолико 0:3 (16:25, 22:25. 22:25).

### Группа G
| М | Команда            | 1       | 2       | 3       | 4       | И | В     | П     | С/П  | О  |
| - | ------------------ | ------- | ------- | ------- | ------- | - | ----- | ----- | ---- | -- |
| 1 | «Кунео» .          |         | 3:0 3:1 | 3:0     | 3:0 3:1 | 6 | 6     | 0     | 18:2 | 18 |
| 2 | «Ресовия» Жешув    | 0:3 1:3 |         | 3:1 3:0 | 3:0     | 6 | 4     | 2     | 13:7 | 12 |
| 3 | «Араго де Сет» Сет | 0:3     | 1:3 0:3 |         | 3:0 3:2 | 6 | 2 (1) | 4     | 7:14 | 5  |
| 4 | «Ремат» Залэу      | 0:3 1:3 | 0:3     | 0:3 2:3 |         | 6 | 0     | 6 (1) | 3:18 | 1  |

23.10: Ремат — Кунео 0:3 (30:32, 20:25, 18:25).
25.11: Араго де Сет — Ресовия 1:3 (23:25, 22:25, 25:13, 19:25).
31.10: Кунео — Араго де Сет 3:0 (25:17, 25:23, 25:23).
31.10: Ресовия — Ремат 3:0 (25:17, 25:23, 25:21).
14.11: Ресовия — Кунео 0:3 (18:25, 23:25, 20:25).
15.11: Араго де Сет — Ремат 3:0 (25:19, 25:19, 25:22).
20.11: Кунео — Ресовия 3:1 (25:19, 14:25, 25:16, 29:27).
21.11: Ремат — Араго де Сет 2:3 (18:25, 25:23, 22:25, 25:16, 10:15).
4.12: Ремат — Ресовия 0:3 (24:26, 24:26, 22:25).
6.12: Араго де Сет — Кунео 0:3 (16:25, 22:25, 16:25).
12.12: Ресовия — Араго де Сет 3:0 (26:24, 25:14, 25:16).
12.12: Кунео — Ремат 3:1 (29:31, 25:20, 25:12, 25:18).
По итогам предварительного этапа в 1-й раунд плей-офф вышли лучшие команды из групп и 6 из семи команд, занявших в группах вторые места. Из их числа выбран хозяин финального этапа, которым стал российский «Локомотив» (Новосибирск), получивший прямой допуск в финал четырёх.

## Плей-офф

### 1/8-финала
15—16 января/ 22—23 января 2013.
 «Берлин» —  «Зенит» (Казань)
16 января. 2:3 (25:27, 25:23, 25:17, 16:25, 16:18).
22 января. 2:3 (15:25, 25:21, 30:28, 13:25, 14:16).
 «Динамо» (Москва) —  «Трентино» (Тренто)
15 января. 3:2 (25:21, 25:23, 20:25, 17:25, 15:12).
23 января. 0:3 (19:25, 18:25, 12:25). Дополнительный сет 15:12.
 ЗАКСА (Кендзежин-Козле) —  «Нолико» (Маасейк)
16 января. 3:0 (25:16, 29:27, 27:25).
22 января. 3:2 (22:25, 25:18, 18:25, 33:31, 15:13).
 «Аркас Спор» (Измир) —  «Скра» (Белхатув)
15 января. 1:3 (22:25, 25:23, 20:25, 13:25).
23 января. 3:2 (25:15, 22:25, 25:22, 17:25, 20:18). Дополнительный сет 15:12.
 «Ресовия» (Жешув) —  «Мачерата»
15 января. 0:3 (23:25, 24:26, 19:25).
23 января. 1:3 (23:25, 18:25, 25:23, 18:25).
 «АКХ Воллей» (Любляна) —  «Кунео»
15 января. 0:3 (23:25, 17:25, 23:25).
22 января. 1:3 (16:25, 21:25, 26:24, 16:25).

### Четвертьфинал
5—6 февраля/ 12—13 февраля 2013.
 «Зенит» (Казань) —  «Динамо» (Москва)
6 февраля. 3:0 (25:19, 25:22, 25:18).
13 февраля. 3:0 (25:23, 25:18, 25:22).
 ЗАКСА (Кендзежин-Козле) —  «Аркас Спор» (Измир)
5 февраля. 3:2 (25:19, 22:25, 25:20, 22:25, 15:9).
12 февраля. 3:1 (25:23, 25:21, 21:25, 25:19).
 «Мачерата» —  «Кунео»
6 февраля. 3:0 (25:17, 25:17, 25:22).
13 февраля. 1:3 (17:25, 19:25, 25:22, 25:21, 8:15). Дополнительный сет 7:15.

## Финал четырёх
16—17 марта 2013.  Омск.
Участники:
 «Локомотив» (Новосибирск) 

 «Зенит» (Казань) 

 «Кунео» (Кунео) 

 ЗАКСА (Кендзежин-Козле)

### Полуфинал
| «Локомотив» | 3:2 | «Зенит» | 19:25, 25:20, 22:25, 25:16, 15:12 | 16 марта. |
| «Кунео»     | 3:2 | ЗАКСА   | 24:26, 25:20, 25:20, 23:25, 15:10 | 16 марта. |

### Матч за 3-е место
| «Зенит» | 3:1 | ЗАКСА | 25:22, 22:25, 25:20, 25:17 | 17 марта. |

### Финал
| 17 марта 2013 | \| «Локомотив» (Новосибирск) \| 3:2 cev.lu \| «Кунео» (Кунео) \| \| Лукаш Дивиш (20) Александр Гуцалюк (11) Маркус Нильссон (17) Денис Бирюков (23) Артём Вольвич (8) Александр Бутько (3) Валентин Голубев (л) Филипп Воронков Илья Жилин Николай Леоненко \| Голы \| Эрвин Нгапет (18) Цветан Соколов (16) Олег Антонов (18) Воут Вейсманс (20) Эмануэль Когут (9) Никола Грбич (6) Даниэле Де Пандис (л) Доре Делла Лунга Андреа Росси \| | Омск СКК имени В. Блинова 5400 зрителей |
| Счёт по партиям — 22:25, 26:24, 25:23, 20:25, 16:14. Время матча — 2 часа 12 минут. Судьи: Милан Лабаста, Петер Груневеген.                                                             | | |
| «Локомотив» (Новосибирск) | 3:2 cev.lu | «Кунео» (Кунео) |
| Лукаш Дивиш (20) Александр Гуцалюк (11) Маркус Нильссон (17) Денис Бирюков (23) Артём Вольвич (8) Александр Бутько (3) Валентин Голубев (л) Филипп Воронков Илья Жилин Николай Леоненко | Голы | Эрвин Нгапет (18) Цветан Соколов (16) Олег Антонов (18) Воут Вейсманс (20) Эмануэль Когут (9) Никола Грбич (6) Даниэле Де Пандис (л) Доре Делла Лунга Андреа Росси |

### Итоги

#### Положение команд
| «Локомотив» (Новосибирск)  |
| «Кунео» (Кунео)            |
| «Зенит» (Казань)           |
| 4. ЗАКСА (Кендзежин-Козле) |

#### Призёры
«Локомотив» (Новосибирск): Андрей Зубков, Лукаш Дивиш, Маркус Нильссон, Артём Вольвич, Вячеслав Махортов, Филипп Воронков, Денис Бирюков, Илья Жилин, Александр Бутько, Валентин Голубев, Александр Гуцалюк, Николай Леоненко. Главный тренер — Андрей Воронков.
  «Кунео» (Кунео): Олег Антонов, Андреа Маркизио, Эрвин Нгапет, Даниэле Де Пандис, Андреа Галлиани, Воут Вейсманс, Эмануэль Когут, Никола Грбич, Доре Делла Лунга, Цветан Соколов, Нимир Абдель-Азиз, Андреа Росси. Главный тренер — Роберто Пьяцца.
  «Зенит» (Казань): Мэттью Андерсон, Николай Апаликов, Валерио Вермильо, Евгений Сивожелез, Игорь Колодинский, Алексей Черемисин, Юрий Бережко, Дэвид Ли, Александр Абросимов, Алексей Обмочаев, Владислав Бабичев, Максим Михайлов. Главный тренер — Владимир Алекно.

#### Индивидуальные призы
MVP: Маркус Нильссон («Локомотив»)
Лучший нападающий: Антуан Рузье (ЗАКСА)
Лучший блокирующий: Дэвид Ли («Зенит»)
Лучший на подаче: Луис Фелипе Фонтелес (ЗАКСА)
Лучший на приёме: Юрий Бережко («Зенит»)
Лучший связующий: Александр Бутько («Локомотив»)
Лучший либеро: Даниэле Де Пандис («Кунео»)
Самый результативный: Маркус Нильссон («Локомотив»)